# 卡姆 (人物)
卡姆（1995年12月25日—），本名艾力卡木·阿斯克尔，新疆克拉玛依人，中国脱口秀演员，上海笑果文化传媒有限公司旗下艺人。2019年9月，卡姆在《脱口秀大会》第二季夺冠。
2020年7月20日，卡姆因犯容留他人吸毒罪被判处有期徒刑8个月。